# 1999 у кіно

## Фільми

### США
- 10 речей, які я в тобі ненавиджу
- Аналізуй це
- Зоряні війни. Епізод I. Прихована загроза

### [[Файл:Flag of Ukraine.svg|border|25px]]Україна
- Вогнем і мечем

## Персоналії

### Народилися
- 27 травня — Лілі-Роуз Депп, французько-американська акторка і модель.
- 2 вересня — Гевін Касаленьо, американський актор.
- 6 вересня — Ніколас Чавес, американський актор.

### Померли
- 7 січня — Парфьонов Микола Іванович, російський актор.
- 8 січня:
  - Педан Адольф Мелентійович, український художник-мультипликатор.
  - Овчинникова Люсьєна Іванівна, радянська, російська акторка театру і кіно.
- 18 січня — Ґюнтер Штрак, німецький актор кіно, театру та телебачення.
- 24 січня — Добронравова Олена Борисівна, радянська російська акторка театру.
- 13 лютого — Молостова Ірина Олександрівна, українська і російська режисерка.
- 4 березня — Степаненко Віктор Миколайович, український актор.
- 7 березня — Стенлі Кубрик, кінорежисер, продюсер, сценарист.
- 17 березня — Ернест Голд, американський кінокомпозитор.
- 20 березня — Владимиров Ігор Петрович, радянський актор.
- 8 травня — Дірк Богард, британський актор, лицар-бакалавр.
- 10 червня — Копержинська Нонна Кронідівна, українська акторка театру і кіно.
- 11 червня — Дефорест Келлі, американський актор, сценарист, поет і співак
- 19 червня — Маріо Сольдаті, італійський кінорежисер, сценарист, письменник та актор (нар. 1906).
- 24 червня — Колтунов Григорій Якович, радянський і український кінодраматург, сценарист, кінорежисер.
- 25 червня — Євген Моргунов, відомий радянський актор.
- 26 червня — Крєпкогорська Муза Вікторівна, радянська та російська акторка.
- 1 липня — Едвард Дмитрик, американський кінорежисер українського походження.
- 13 липня — Орлянкін Валентин Іванович, радянський український кінооператор.
- 4 серпня — Юнгер Олена Володимирівна, радянська і російська акторка театру і кіно
- 7 серпня — Брайон Джеймс, американський актор.
- 9 серпня — Волинцев Юрій Віталійович , радянський та російський актор театру та кіно.
- 22 серпня — Олександр Дем'яненко, один із найвідоміших акторів радянського кіно.
- 8 вересня — Самойлов Володимир Якович, радянський, український та російський актор.
- 15 вересня — Шелохонов Петро Іларіонович, російський актор театру і кіно (нар. 1929).
- 17 вересня — Ріккардо Куччолла, італійський театральний та кіноактор (нар. 1924).
- 21 вересня — Альошина Тамара Іванівна, радянська акторка.
- 22 вересня — Джордж Кемпбелл Скотт, американський актор, режисер та продюсер.
- 25 вересня — Тимофєєв Микола Дмитрович, радянський російський актор театру і кіно.
- 30 жовтня — Габор Погань, італійський кінооператор (нар. 1917).
- 3 листопада — Калюта Вілен Олександрович, радянський і український кінооператор.
- 1 грудня — Дворжецький Євген Вацлавович, російський актор (нар. 1960).
- 2 грудня — Лисянська Ганна Григорівна, українська і російська акторка театру і кіно єврейського походження (нар. 1917).
- 18 грудня — Робер Брессон, французький режисер та сценарист.
- 20 грудня — Ріккардо Фреда, італійський кінорежисер, сценарист (нар. 1909).